# Eilema fasciculosa
Eilema fasciculosa är en fjärilsart som beskrevs av Walker 1862. Eilema fasciculosa ingår i släktet Eilema och familjen björnspinnare. Inga underarter finns listade i Catalogue of Life.